# Rumuara
Rumuara is een kevergeslacht uit de familie van de boktorren (Cerambycidae). De wetenschappelijke naam van het geslacht werd voor het eerst geldig gepubliceerd in 2006 door Martins & Galileo.

## Soorten
Rumuara is monotypisch en omvat slechts de volgende soort:
- Rumuara fasciata (Martins & Galileo, 1990)